# Pandemia de VIH/sida

Prevalencia de VIH/sida en 2009.
No data
< 0.1%
0.1 - 0.5%
0.5 - 1%
1 - 5%
5 - 15%
15 - 50%

Años de vida ajustados por discapacidad para VIH/sida cada 0
00 000 habitantes.
no data
≤ 10
10–25
25–50
50–100
100–500
500–1000
1000–2500
2500–5000
5000–7500
7500-10000
10000-50000
≥ 50000

La pandemia de VIH/sida es una pandemia actualmente en curso, consecuencia de la difusión del virus de la inmunodeficiencia humana (VIH) alrededor del mundo. La presencia del virus está documentada en la mayor parte de los países del planeta, pero las tasas de prevalencia varían de país en país. Se desconoce cuál es el número total de personas afectadas por la pandemia, pues la mayor parte de los portadores del virus suele desconocer su situación hasta el momento en que presenta algunas enfermedades oportunistas.
Desde 1981, cuando fueron identificadas algunas manifestaciones del cuadro conocido actualmente como síndrome de inmunodeficiencia adquirida (sida) y se estableció el inicio de la pandemia, se estima que han muerto 32,7 millones [24,8 millones–42,2 millones] de personas a causa de enfermedades relacionadas con el sida, al cierre de 2019 según cifras de UNAIDS. 
La mayor parte de las víctimas corresponde a África subsahariana, que concentra alrededor de dos tercios de los seropositivos al VIH en el planeta. 
El constante crecimiento del número de infectados con el virus ha movilizado a gobiernos y sociedad civil en todos los países del mundo. A nivel internacional, el Programa Conjunto de las Naciones Unidas para el VIH-sida (Onusida) es una agencia que tiene como propósito coordinar las acciones globales destinadas al control de la pandemia. Además, en varios países existen entidades gubernamentales y civiles que cumplen las mismas funciones.

## La pandemia en el mundo
Los efectos y dimensiones de la pandemia de VIH-sida cambian de país en país. Los países con tasas más altas de prevalencia se encuentran en África subsahariana, mientras que algunos países de Europa y Oceanía han reportado un bajo número de casos detectados. En las distintas tasas de prevalencia del VIH en la población de un país intervienen factores muy diversos. En la mayoría de las regiones del mundo, la pandemia está estabilizándose. El pico máximo de nuevas infecciones ocurrió en 1996, con 3.5 [3.2-3.8] millones de contagios alrededor del mundo. Para el 2008, Onusida calculó que hubo 2.7 [2.4-3.0] millones de nuevos contagios, la mayoría de los cuales tuvieron lugar en los países africanos al sur del Sáhara.
| Indicadores sobre la epidemia de VIH (2008) | Indicadores sobre la epidemia de VIH (2008) | Indicadores sobre la epidemia de VIH (2008) | Indicadores sobre la epidemia de VIH (2008) | Indicadores sobre la epidemia de VIH (2008)                                                    |
| ------------------------------------------- | ------------------------------------------- | ------------------------------------------- | ------------------------------------------- | ---------------------------------------------------------------------------------------------- |
|                                             |                                             |                                             |                                             | Prevalencia del VIH en el mundo Sin datos Menos de 0.1% 0.1-0.5 % 0.5-1 % 1-5 % 5-15 % 15-50 % |
| Región                                      | N.º de casos                                | N.º de nuevos casos                         | N.º de defunciones                          | Prevalencia                                                                                    |
| África Subsahariana                         | 22.4 millones [20.8-24.1 millones]          | 1.9 millones [1.6-2.2 millones]             | 1.4 millones [1.1-1.7 millones]             | 5.2% [4.9%-5.4%]                                                                               |
| Asia del Sur y Sudoriental                  | 3.8 millones [3.4-4.3 millones]             | 280 000 [240-320 mil]                       | 270 000 [220-310 mil]                       | 0.3% [0.2-0.3%]                                                                                |
| América Latina                              | 2.0 millones [1.8-2.2 millones]             | 170 000 [150-200 mil]                       | 77 000 [66-89 mil]                          | 0.6% [0.5-0.6%]                                                                                |
| Europa Oriental y Asia Central              | 1.5 millones [1.4-1.7 millones]             | 110 000 [100-130 mil]                       | 87 000 [72-103 mil]                         | 0.7% [0.6-0.8%]                                                                                |
| América del Norte                           | 1.4 millones [1.2-1.6 millones]             | 55 000 [36-61 mil]                          | 25 000 [20-31 mil]                          | 0.6% [0.5-0.7%]                                                                                |
| Asia Oriental                               | 850 000 [700 mil-1 millón]                  | 75 000 [58-88 mil]                          | 59 000 [46-72 mil]                          | <0.1% [<0.1%]                                                                                  |
| Europa Occidental y Central                 | 850 000 [710-970 mil]                       | 30 000 [23-35 mil]                          | 13 000 [10-15 mil]                          | 0.3% [0.2-0.3%]                                                                                |
| Medio Oriente y África del Norte            | 310 000 [250-380 mil]                       | 35 000 [24-46 mil]                          | 20 000 [15-25 mil]                          | 0.2% [<0.2-0.3%]                                                                               |
| Cuenca del Caribe                           | 240 000 [220-260 mil]                       | 20 000 [16-24 mil]                          | 12 000 [9.3-14 mil]                         | 1% [0.9-1.1%]                                                                                  |
| Oceanía                                     | 59 000 [51-68 mil]                          | 3 900 [2.9-5.1 mil]                         | 2 000 [1.1-3.1 mil]                         | 0.3% [<0.3-0.4%]                                                                               |
| Fuente: Onusida, 2008: 11.                  |                                             |                                             |                                             |                                                                                                |

### VIH/sida en África subsahariana
En su conjunto, las naciones de esta región del mundo suman alrededor de 23 millones de personas infectadas por el VIH. Esto representa más de dos tercios del total de casos calculados en todo el mundo por Onusida. La epidemia en África golpea a todos los estratos de la población y a todos los grupos de edad. En 2004, África registró 560 000 de los 640 000 nuevas infecciones registradas en todo el mundo entre niños menores de 15 años. A diferencia de otras regiones del mundo, las mujeres y las niñas son el grupo más afectado por el VIH/sida en África subsahariana. Varios países presentan una tasa de prevalencia del virus entre mujeres mucho mayor que en el caso de los hombres. Esta situación está relacionada con la mayor vulnerabilidad fisiológica de las mujeres al contagio heterosexual, pero también con condiciones de subordinación económica, social y política en esa región. Uno de los elementos más importantes en ese sentido es la violencia sexual y física que se ejerce en contra de las mujeres.
La diseminación del virus en algunos países africanos ha alcanzado dimensiones alarmantes. Por ejemplo, en Botsuana el 38% de las mujeres embarazadas eran portadoras del VIH en 2005.

## Atención de pacientes con VIH/sida

### Acceso a los medicamentos antirretrovirales
Los antirretrovirales son fármacos que están destinados a reducir la carga viral de los portadores del VIH. Estos medicamentos están agrupados en varias familias, dependiendo del modo en que actúan sobre el virus y sus mecanismos de reproducción. En 1987 la FDA de los Estados Unidos aprobó el uso de la zidovudina (AZT) en el tratamiento de pacientes con sida, aunque se había empleado de modo experimental desde 1984. De esta manera, el AZT se convirtió en el primer antirretroviral aprobado en el territorio estadounidense. En 1996 se introdujo como estrategia para tratar a pacientes con infecciones crónicas por VIH la terapia antirretroviral de gran actividad (TARGA),  que consiste en el uso de un coctel antirretroviral que aumenta el impacto sobre el VIH en la sangre del paciente. La TARGA se administra bajo supervisión de un médico especialista en tratamiento de portadores del VIH. Para alcanzar su máxima efectividad se requiere que el paciente observe un alto apego a la terapia y que mantenga un estilo de vida saludable.
A lo largo de los años se han desarrollado nuevos medicamentos que han contribuido a aumentar la sobrevida de seropositivos. La disponibilidad de los medicamentos antirretrovirales y su cotización en el mercado varía de un país a otro. Los primeros antirretrovirales estuvieron disponibles en los países desarrollados y sólo eran accesibles para un número muy pequeño de personas que podían pagar su precio elevado. Por ello, uno de los temas centrales en la lucha contra el sida ha sido la defensa del derecho a la salud. La movilización de los seropositivos y los simpatizantes de su lucha derivó en la adopción de programas de abasto con una importante participación estatal en varios países, como México y Bélgica.
Las condiciones económicas de los países más afectados por la pandemia de VIH/sida dificultan el acceso a los antirretrovirales en esos países. A partir de la Iniciativa ACCESS —firmada en 1997 por Onusida, cinco compañías farmacéuticas transnacionales y los gobiernos de los países interesados— una veintena de países de África subsahariana tiene acceso a medicamentos antirretrovirales baratos, que luego se distribuyen a través de diversos mecanismos que implican la participación de los sistemas estatales de sanidad, las organizaciones no gubernamentales locales e internacionales y la sociedad civil.

## Historia de la pandemia de VIH/sida

### Origen del virus
El virus de inmunodeficiencia humana (VIH) es el agente etiológico, es decir, es causante del sida (Síndrome de Inmunodeficiciencia Adquirida), un conjunto de síntomas que se manifiestan cuando la infección por VIH ha llegado a una etapa crítica. En 1981 se documentaron los cinco primeros casos —dos de ellos mortales—de un cuadro sintomático desconocido hasta ese momento. Esta información y el posterior aumento de casos similares motivaron la búsqueda de la causa de la enfermedad, que en los primeros días fue bautizada como cáncer lila o GRID (gay-related immune deficiency, traducido al español como inmunodeficiencia vinculada a los homosexuales). El descubrimiento del VIH es objeto de controversia, aunque de manera oficial fue descubierta gracias al trabajo paralelo de dos equipos de investigadores; uno de ellos encabezado por Luc Montagnier en el Instituto Pasteur de París (Francia) y el otro por Robert Gallo en el Instituto de Virología Humana de la Universidad de Maryland en Baltimore (Estados Unidos).
Tras el descubrimiento del virus se plantearon varias hipótesis sobre cuál podría ser su origen. Las investigaciones realizadas muestran pruebas que ubican el origen del virus en África ecuatorial. Se trataría de una mutación del virus de inmunodeficiencia simia (VIS) que pasó a los humanos en algún momento del siglo XX. A pesar de que los primeros registros de la enfermedad corresponden a 1981, investigaciones posteriores muestran que algunas personas ya habían contraído la infección por lo menos en la década de 1950. En 1984, un estudio de la Revista Estadounidense de Medicina identificó a Gaëtan Dugas (asistente de vuelo de Air Canada) como el "paciente cero", es decir, como la persona que llevó el virus de África ecuatorial a Occidente, donde se difundió rápidamente entre la comunidad homosexual. Las investigaciones posteriores muestran que es más probable que la difusión del virus se deba a un grupo más o menos reducido de personas que hacían muchos viajes y tenían coito.